# Nguyễn Hồng Quang
Nguyễn Hồng Quang ist Rechtsanwalt, Bürgerrechtler und mennonitischer Pfarrer in Vietnam.
Nguyễn Hồng Quang ist verheiratet mit Le Thi Phu Dung und Vater dreier Kinder. Er ist zweiter Vorsitzender der Mennonitischen Kirche Vietnams. Nguyễn setzte sich in seiner Rolle als Anwalt und Pfarrer für das Recht auf Religionsfreiheit ein und trat für die Rechte der vietnamesischen Bergvölker (Montagnards) ein.
Nguyễn wurde bereits im November 2004 wegen Widerstandes gegen die Staatsgewalt zu drei Jahren Haft verurteilt, nachdem dieser zwei Personen angezeigt hatte, die Christen misshandelt und entführt hatten. Er saß anschließend in fünf Gefängnissen. Das Haus der Familie Nguyễn in Ho-Chi-Minh-Stadt, in dem auch ein mennonitischer Versammlungsraum befand, wurde im Juli 2005 von den vietnamesischen Behörden schwer beschädigt. Im August 2005 wurde Quang nach internationalen Protesten vorzeitig aus der Haft entlassen.
Seit dem 14. Dezember 2010 befindet sich Nguyễn Hồng Quang erneut in Haft. Zugleich wurde das Wohnhaus des Bürgerrechtlers komplett zerstört.